# Valle de Alcántara
El Valle de Alcántara (en portugués: Vale de Alcântara; también conocido como el Valle de las Aguas Libres, porque el acueducto del mismo nombre, Aqueduto das Águas Livres, en portugués) es un accidente geográfico de las tierras pertenecientes a la ciudad de Lisboa, en el país europeo de Portugal. Fue creado por el movimiento de las placas tectónicas que existen en la desembocadura del río Tajo, hace más de 70 millones de años.
El valle tiene una pendiente elevada en las zonas más lejanas del río, en las zonas correspondientes al centro de Campolide, y es más fresco en las zonas ribereñas. Por el pasan varios arroyos afluentes del Tajo, siendo el principal, la Ribeira de Alcántara.